# 留守景宗
留守 景宗（るす かげむね）は、戦国時代の武将。留守氏16代当主。

## 略歴
延徳4年（1492年）、伊達氏13代当主・伊達尚宗の次男として誕生。母は積翠院（上杉房定養女、上杉房実娘）。正室は留守郡宗娘。
嫡男を失くした留守氏15代当主・留守郡宗の婿養子となる。明応4年（1495年）、郡宗の死去により家督を継いで当主となる。永正3年（1506年）、小鶴で国分氏と戦い勝利した。伊達家の内訌である天文の乱では甥の伊達晴宗に協力し、実兄・稙宗に与した国分氏と戦った。
天文23年（1554年）に死去。跡を嫡男・顕宗が継いだ。
三男・大條宗家の直系の子孫が、お笑いコンビ「サンドウィッチマン」の伊達みきおである。